# ناحية الزاب الاسفل
ناحية الزاب هي ناحية عراقية تقع في شمال العراق في محافظة كركوك وتتبع أداريا إلى قضاء الحويجة.

## التأسيس
تأسست ناحية الزاب عام 1960م وتضم 26 قرية إضافة إلى مركز الناحية. تبعد 95 كم جنوب غرب كركوك وتتبع إداريا لقضاء الحويجة التابع لكركوك. تقع الناحية في نقطة التقاء نهري الدجلة والزاب الصغير

## السكان
عدد سكان ناحية الزاب 56,000 ألف نسمة بنسبة 25,510 ذكور و 30,480 إناث (حسب إحصائيات وزارة الأشغال العامة لعام 2014)، ويعمل اغلب سكانها بمهنة الزراعة وتربية الماشية وصيد الأسماك، والبعض الآخر يعمل في المهن الحكومية، كالتعليم كما يوجد في هذه الناحية العديد من الاطباء المشهورين والمهندسين والادباء والمهن العسكرية كالجيش والشرطة والحشد العشائري
اغلب سكانها من العشائر العربية (الجبور – الجنابين -- الجميلة – السبعاويين)، وفيها العديد من العشائر والمكونات التي اندمجت مع سكان المنطقة.

## الدوائر الحكومية في الناحية
المجلس المحلي، دائرة مديرية الناحية، دائرة النفوس، دائرة الماء، دائرة الكهرباء، دائرة المجاري، مديرية البلدية، شعبة الزراعة، شعبة موارد المائية، دائرة البيطرة، مصرف فرع الرشيد، المحكمة.
تضم الناحية 11 مركزا صحيا، كما توجد فيها 42 مدرسة ابتدائية و19 متوسطة وثانوية موزعة في اغلب قرى ومناطق الناحية. ويقع المركز الصحي في ناحية الزاب. تصوير: عدنان الجبوري/ كركوك ناو
المركز الصحي في ناحية الزاب. تصوير: عدنان الجبوري/ كركوك ناو
فيها أيضا نادي الزاب الرياضي ومنتدى شباب الزاب ومكتبة عامة. محطة وقود حكومية واحدة وأربعة محطات أهلية.
توجد في الناحية جمعية واحدة فقط وهي جمعية السلام لرعاية الأسرة والطفل. ولاتوجد مقرات للأحزاب السياسية، والتجمعات غالبا ماتكون بشكل سري بسبب الوضع الأمني وتعرض الكثيرين للاغتيالات وتفجير المنازل والسيارات.
ويوجد فيها مركزين للشرطة، مركز شرطة الزاب ومركز شرطة قرية شريعة، وسرية للجيش وفوج إسناد صحوة لحماية الطرق وتأمينها قبل سيطرة تنظيم الدولة الإسلامية في العراق والشام داعش عليها في العاشر من يونيو 2014.